# 固有形容詞
固有形容詞（こゆうけいようし、英語 proper adjective）とは、固有名詞から派生・関連付けられた形容詞をさす。
英語およびいくかの欧米語の正書法では、固有形容詞は固有名詞と同様に語頭を大文字で綴る。
- 一例として、「インド人」"Indian"がある（文章例："a person from India is Indian"）。
- 「固有」ではない名詞・形容詞は、対比的に、普通名詞・普通形容詞（ふつうけいようし、英語 common adjective）と呼ぶ。

## 起源と用語
固有名詞とは、特定の固有の存在を示す名詞のことである。例えば、"England"は特定の国の名前（イングランド）なので固有名詞である。一方、"dog"は、動物のグループの一員（犬）を指すため、固有名詞ではなく普通名詞である。欧米語の正書法では、ほとんどの固有名詞は語頭が大文字で表記され、ほとんどの普通名詞は語頭が小文字で表記される。その結果、欧米語においては「固有名詞」は語頭が大文字で書かれた名詞を意味し、「普通名詞」はそれ以外の名詞を意味するようになった。
固有名詞から派生した欧米語の形容詞は、通常、語頭が大文字で表記される。このため、固有名詞と普通名詞に対応する形で、「固有形容詞」と「普通形容詞」という言葉が使われている。すなわち、固有形容詞とは語頭が大文字の形容詞のことである。

## 用法
一般的に、特定の場所・人・言語などの固有名詞から派生した形容詞は語頭が大文字になる。例えば、"American"という固有形容詞は"America"という特定の場所を指す固有名詞から派生したものである。
その形容詞が文化、遺産、祖先を共有する民族グループであることを示すために、形容詞の語頭を大文字にすることがある。この使い方は、共通の目標を持つ統一されたグループの存在を主張するものである。例えば、カナダの政府文書では、先住民族に関連することを意味する"Native"と"Aboriginal"の語頭が大文字で表記されている。

### 普通形容詞化
固有形容詞が、新たな普遍的・一般的意味を持つことになった場合は、普通形容詞化する。綴りは語頭が小文字となる。
例として、
- gargantuan（巨大な）、quixotic（空想的な）、titanic（巨大な）
- roman（ローマ字の、ローマン体の）
- an abelian group（アーベル群、可換群）
- ニコラ・ショーヴァン(Nicolas Chauvin)に由来するchauvinisticという形容詞（ショーヴィニズムを参照）は、「極端な排他主義の」という意味を持つことで普通形容詞化された[2]。

## 固有副詞
固有形容詞から派生した副詞もまた、語頭が大文字で綴られる。以下の文章の太字部はその例である。
- We have regularly received enquiries regarding the availability of Islamic finance products, in particular Islamically compatible finance to purchase both residential and commercial properties.[3]
- There are people who express themselves 'Germanly,' while others have forms of life that are expressed 'Frenchly', 'Koreanly' or 'Icelandicly'.[4]